# Primeiro Gabinete Merkel
Depois das eleições federais na Alemanha em 2005 que resultou numa coligação dos partidos CDU/CSU e SPD, o Governo Merkel I foi o 16ª período da legislatura do Bundestag entre 22 de novembro de 2005 e 27 de outubro de 2009, liderado pela Chanceler da Alemanha Angela Merkel, sucedendo ao Segundo Gabinete Schröder. Em 28 de outubro de 2009 foi estabelecido o Segundo Gabinete Merkel.
Angela Merkel (CDU) é a primeira mulher a ocupar o cargo do Chanceler na história da Alemanha, sucedendo Gerhard Schröder (SPD) que ficou sete anos no poder.
Base do trabalho do governo foi o tratado da coligação "Gemeinsam für Deutschland. Mit Mut und Menschlichkeit".

## Ministros
| Cargo                                                   | Nome | Partido |
| ------------------------------------------------------- | --- | ------- |
| Chanceler                                               | Angela Merkel                                                                                           | CDU     |
| Vice-Chanceler                                          | Franz Müntefering até 21 de novembro de 2007 Frank-Walter Steinmeier a partir de 21 de novembro de 2007 | SPD     |
| Relações Exteriores                                     | Frank-Walter Steinmeier                                                                                 | SPD     |
| Interior                                                | Wolfgang Schäuble                                                                                       | CDU     |
| Justiça                                                 | Brigitte Zypries                                                                                        | SPD     |
| Finanças                                                | Peer Steinbrück                                                                                         | SPD     |
| Economia e Tecnologia                                   | Michael Glos até 10 de fevereiro de 2009 Karl-Theodor zu Guttenberg a partir de 10 de fevereiro de 2009 | CSU     |
| Trabalho e Solidariedade Social                         | Franz Müntefering até 21 de novembro de 2007 Olaf Scholz a partir de 21 de novembro de 2007             | SPD     |
| Nutrição, Agricultura e Defesa do Consumidor            | Horst Seehofer até 27 de outubro de 2008 Ilse Aigner a partir de 27 de outubro de 2008                  | CSU     |
| Defesa                                                  | Franz Josef Jung                                                                                        | CDU     |
| Família, Pessoas Idosas, Mulheres e Jovens              | Ursula von der Leyen                                                                                    | CDU     |
| Saúde                                                   | Ulla Schmidt                                                                                            | SPD     |
| Transportes, Construção e Desenvolvimento Urbano        | Wolfgang Tiefensee                                                                                      | SPD     |
| Meio Ambiente, Proteção da Natureza e Segurança Nuclear | Sigmar Gabriel                                                                                          | SPD     |
| Educação e Pesquisa                                     | Annette Schavan                                                                                         | CDU     |
| Cooperação e Desenvolvimento                            | Heidemarie Wieczorek-Zeul                                                                               | SPD     |
| Tarefas Especiais e Chefe do Ofício do Chanceler        | Thomas de Maizière                                                                                      | CDU     |